# Ficedula dumetoria
Ficedula dumetoria é uma espécie de ave da família Muscicapidae.
Pode ser encontrada nos seguintes países: Brunei, Indonésia, Malásia e Tailândia.
Os seus habitats naturais são: florestas subtropicais ou tropicais húmidas de baixa altitude e regiões subtropicais ou tropicais húmidas de alta altitude.
Está ameaçada por perda de habitat.